# The Original High
The Original High là album phòng thu thứ ba của nghệ sĩ thu âm người Mĩ Adam Lambert, phát hành vào ngày 12 tháng 6 năm 2015, bởi Warner Bros. Records. Được điều hành sản xuất bởi Max Martin và Shellback, bộ đôi đồng sáng tác và sản xuất cho hai bản hit đầu sự nghiệp của Lambert "Whataya Want from Me" và "If I Had You", album đánh dấu sự trở lại đầu tiên của Lambert sau khi rời hãng thu âm RCA Records. Thể loại chủ đạo của bản thu âm mới là pop, với ảnh hưởng từ chất nhạc dance, house và funk.
Đĩa đơn mở đường cho album có tựa đề là "Ghost Town", phát hành vào ngày 21 tháng 4 năm 2015.

## Bối cảnh sản xuất
Tháng 7 năm 2013, Lambert quyết định chấm dứt hợp đồng thu âm có thời hạn 5 năm với hãng RCA Records, do những "sự khác biệt trong sáng tạo" và do hãng ra lệnh cho anh phải thu âm một album với toàn những ca khúc hát lại của thập niên 1980. Một ngày sau khi thông báo tin này, hãng đĩa Warner Bros.Records liên lạc với Lambert. Một hợp đồng mới của anh với hãng đĩa đã được xác nhận bởi tạp chí Billboard trong tháng 1 năm 2015, cùng với tin tức về việc album mới của anh sẽ được Max Martin và Shellback điều hành sản xuất, và lên lịch phát hành vào mùa hè 2015. Quá trình viết nhạc cho album được khởi động từ đầu năm 2014, và việc thu âm diễn ra vào giữa năm 2014 và 2015 tại quốc gia của hai nhà sản xuất, Thụy Điển.
Lambert lần đầu tiết lộ tựa đề của album với giới truyền thông vào ngày 29 tháng 1 năm, cũng là ngày sinh nhật của anh. Trong tháng 3 năm 2015, anh tiết lộ thêm một vài thông tin về định hướng âm nhạc của album trong một cuộc phỏng vấn với tạp chí Hunger TV. Phong cách của album được mô tả là có phần giảm nhẹ sự "rẻ tiền" và tính thiếu tự nhiên so với các chất liệu trước đó, và Lambert cũng xác nhận thể loại của album là "chắc chắn là pop nhưng không phải bubblegum."

## Đánh giá chuyên môn
| Đánh giá chuyên môn | Đánh giá chuyên môn |
| Nguồn đánh giá      | Nguồn đánh giá      |
| Nguồn               | Đánh giá            |
| ------------------- | ------------------- |
| Allmusic            | [ 8 ]               |
| Digital Spy         | [ 9 ]               |
| The Guardian        | [ 10 ]              |
| Rolling Stone       | [ 11 ]              |
| Irish Times         | [ 12 ]              |

Sau khi phát hành, The Original High nhận được nhiều đánh giá trái chiều từ các nhà phê bình âm nhạc. Stephen Thomas Erlewine của AllMusic cho album 4 sao trên thang 5 sao, nhận xét rằng "Adam Lambert đã chứng tỏ rằng anh ấy hoàn toàn xuất sắc trong việc làm chủ phong cách âm nhạc của bản thân và âm thanh, cũng như biết cách kết hợp chúng để tạo thành một bản thu âm pop thời thượng và xuất chúng."

## Diễn biến thương mại
Trên bảng xếp hạng UK Albums Chart, The Original High ra mắt ở vị trí #4, trở thành album có vị trí cao nhất trên thị trường Anh của Lambert. Trên thị trường Hoa Kỳ, các chuyên gia trong ngành công nghiệp ghi âm dự báo album có thể mở màn trong top 10 của bảng xếp hạng US Billboard 200 trong ấn bản ra ngày 4 tháng 7, với khoảng 35.000 đơn vị bán ra trong tuần đầu phát hành.

## Danh sách và thứ tự các bài hát
| The Original High —Phiên bản chuẩn | The Original High —Phiên bản chuẩn | The Original High —Phiên bản chuẩn                                                                             | The Original High —Phiên bản chuẩn         | The Original High —Phiên bản chuẩn |
| STT                                | Nhan đề                            | Sáng tác | Sản xuất                                   | Thời lượng                         |
| ---------------------------------- | ---------------------------------- | --- | ------------------------------------------ | ---------------------------------- |
| 1.                                 | "Ghost Town"                       | Adam Lambert Max Martin Sterling Fox Tobias Karlsson Ali Payami                                                | Martin Payami Peter Carlsson [a]           | 3:28                               |
| 2.                                 | "The Original High"                | Lambert Shellback Savan Kotecha Andreas Schuller John West Robin Fredriksson Mattias Larsson Joe Janiak [ 17 ] | Shellback Mattman & Robin                  | 3:26                               |
| 3.                                 | "Another Lonely Night"             | Lambert Martin Fox Payami                                                                                      | Martin Payami                              | 3:45                               |
| 4.                                 | "Underground"                      | Janiak Payami                                                                                                  | Payami Ilya [a]                            | 3:37                               |
| 5.                                 | "There I Said It"                  | Lambert Janiak Payami                                                                                          | Payami P. Carlsson [a]                     | 4:21                               |
| 6.                                 | "Rumors" (hợp tác với Tove Lo)     | Lambert Shellback Tove Nilsson Oscar Görres [ 18 ]                                                             | Shellback OzGo                             | 3:45                               |
| 7.                                 | "Evil in the Night"                | Fox Payami Shellback Kotecha Oscar Holter                                                                      | Shellback Holter Payami                    | 3:56                               |
| 8.                                 | "Lucy" (hợp tác với Brian May)     | Lambert Payami Freja Blomberg Fredrik Samsson                                                                  | Martin Payami Samsson P. Carlsson [a]      | 3:32                               |
| 9.                                 | "Things I Didn't Say"              | Lambert Kotecha Holter Ilya Salmanzadeh Mitch Allan                                                            | Ilya Holter                                | 3:58                               |
| 10.                                | "The Light"                        | Linus Eklöw Lukas Hilbert Tiffany Amber Jimmy Koitzsch                                                         | Lulou P. Carlsson [a]                      | 3:35                               |
| 11.                                | "Heavy Fire"                       | Eklöw Koitzsch Julia Karlsson Joakim Jarl Anton Rundberg Hampus Norlander Elin Blom                            | Svidden Jarly Style of Eye P. Carlsson [a] | 3:19                               |
| Tổng thời lượng:                   | Tổng thời lượng:                   | Tổng thời lượng:                                                                                               | Tổng thời lượng:                           | 40:42                              |

| The Original High —Bài hát thêm cho phiên bản cao cấp | The Original High —Bài hát thêm cho phiên bản cao cấp | The Original High —Bài hát thêm cho phiên bản cao cấp | The Original High —Bài hát thêm cho phiên bản cao cấp | The Original High —Bài hát thêm cho phiên bản cao cấp |
| STT                                                   | Nhan đề                                               | Sáng tác                                              | Sản xuất                                              | Thời lượng                                            |
| ----------------------------------------------------- | ----------------------------------------------------- | ----------------------------------------------------- | ----------------------------------------------------- | ----------------------------------------------------- |
| 12.                                                   | "After Hours"                                         | Lambert Schuller West [ 19 ]                          | Axident                                               | 2:44                                                  |
| 13.                                                   | "Shame"                                               | Karlsson Alan James                                   | T. Karlsson Payami [b]                                | 3:26                                                  |
| 14.                                                   | "These Boys"                                          | Karlsson James                                        | T. Karlsson                                           | 3:25                                                  |
| Tổng thời lượng:                                      | Tổng thời lượng:                                      | Tổng thời lượng:                                      | Tổng thời lượng:                                      | 50:17                                                 |

Ghi chú
- ^[a]  chỉ người sản xuất giọng hát
- ^[b]  chỉ người hỗ trợ sản xuất

## Lịch sử phát hành
| Quốc gia | Ngày phát hành      | Định dạng          | Nhãn hiệu    | Phiên bản     | Ng.    |
| -------- | ------------------- | ------------------ | ------------ | ------------- | ------ |
| Úc       | 12 tháng 6 năm 2015 | CD Tải kĩ thuật số | Warner Bros. | Chuẩn Cao cấp | [ 20 ] |
| Hoa Kỳ   | 16 tháng 6 năm 2015 | CD Tải kĩ thuật số | Warner Bros. | Chuẩn Cao cấp | [ 16 ] |